# Luffincott
Luffincott – wieś i civil parish w Anglii, w Devon, w dystrykcie Torridge. W 2001 civil parish liczyła 45 mieszkańców.